# Gérard Gili
Gérard Gili, francoski nogometaš in trener, * 7. avgust 1952, Marseille, Francija.